# Europapokal der Pokalsieger 1991/92
Der Europapokal der Pokalsieger 1991/92 war die 32. Ausspielung des Wettbewerbs der europäischen Fußball-Pokalsieger. 34 Klubmannschaften aus 33 Ländern nahmen teil, darunter Titelverteidiger Manchester United, 26 nationale Pokalsieger und 7 unterlegene Pokalfinalisten (Athinaikos Athen, Jeunesse Esch, Eisenhüttenstädter FC Stahl, Glenavon FC, Fyllingen IL, Tampereen Ilves und FC Bacău). Jugoslawien war letztmals durch seinen Pokalsieger Hajduk Split vertreten.
Aus Deutschland waren DFB-Pokalsieger Werder Bremen, für den Bereich des NOFV Pokalfinalist Eisenhüttenstädter FC Stahl (Pokalsieger Hansa Rostock war als NOFV-Meister für den Europapokal der Landesmeister qualifiziert), aus Österreich ÖFB-Cupsieger SV Stockerau und aus der Schweiz Cupsieger FC Sion am Start. Der NOFV als Regionalverband des DFB und Nachfolger des DFV der DDR durfte in der Saison 1991/92 noch eigene Vertreter in den Europapokal entsenden, da er erst am 20. November 1990 gegründet wurde und die Saison 1990/91 mit eigenständigen Spielklassen noch vor der deutschen Wiedervereinigung am 3. Oktober 1990 begonnen hatte.
Das Endspiel im Estádio da Luz in Lissabon gewann der SV Werder Bremen mit 2:0 gegen den französischen Vertreter AS Monaco und war damit nach Borussia Dortmund 1966, dem FC Bayern München 1967, dem 1. FC Magdeburg 1974 und dem Hamburger SV 1977 der fünfte und letzte deutsche Verein, dem ein Sieg in diesem Wettbewerb gelang.
Der Torschützenkönig wurde der Ungar Péter Lipcsei von Ferencváros Budapest mit sechs Toren.

## Modus
Die Teilnehmer spielten wie gehabt im reinen Pokalmodus mit Hin- und Rückspielen den Sieger aus. Gab es nach beiden Partien Torgleichstand, entschied die Anzahl der auswärts erzielten Tore (Auswärtstorregel). War auch deren Anzahl gleich fand im Rückspiel eine Verlängerung statt, in der auch die Auswärtstorregel galt. Herrschte nach Ende der Verlängerung immer noch Gleichstand, wurde ein Elfmeterschießen durchgeführt. Das Finale wurde in einem Spiel auf neutralem Platz entschieden. Bei unentschiedenem Spielstand nach Verlängerung wäre der Sieger ebenfalls in einem Elfmeterschießen ermittelt worden.

## Vorrunde
Die Hinspiele fanden am 21. August, die Rückspiele am 3./4. September 1991 statt.
|               | Gesamt |                   | Hinspiel | Rückspiel |
| ------------- | ------ | ----------------- | -------- | --------- |
| Galway United | 0:7    | Odense BK         | 0:3      | 0:4       |
| SV Stockerau  | 0:2    | Tottenham Hotspur | 0:1      | 0:1       |

## 1. Runde
Die Hinspiele fanden vom 17. bis 19. September, die Rückspiele am 1./2. Oktober 1991 statt.
|                             | Gesamt    |                      | Hinspiel | Rückspiel |
| --------------------------- | --------- | -------------------- | -------- | --------- |
| Swansea City                | 01:10     | AS Monaco            | 1:2      | 0:8       |
| Valur Reykjavík             | 1:2       | FC Sion              | 0:1      | 1:1       |
| Hajduk Split                | 1:2       | Tottenham Hotspur    | 1:0      | 0:2       |
| Glenavon FC                 | (a)4:4(a) | Ilves Tampere        | 3:2      | 1:2       |
| FC Bacău                    | 00:11     | Werder Bremen        | 0:6      | 0:5       |
| Fyllingen IL                | 2:8       | Atlético Madrid      | 0:1      | 2:7       |
| FK Partizani Tirana         | 0:1       | Feyenoord Rotterdam  | 0:0      | 0:1       |
| ZSKA Moskau                 | (a)2:2(a) | AS Rom               | 1:2      | 1:0       |
| Omonia Nikosia              | 0:4       | FC Brügge            | 0:2      | 0:2       |
| GKS Katowice                | (a)3:3(a) | FC Motherwell        | 2:0      | 1:3       |
| Odense BK                   | 1:4       | FC Baník Ostrava     | 0:2      | 1:2       |
| IFK Norrköping              | 6:1       | Jeunesse Esch        | 4:0      | 2:1       |
| FK Lewski-13 Sofia          | 3:7       | Ferencváros Budapest | 2:3      | 1:4       |
| Athinaikos Athen            | 0:2       | Manchester United    | 0:0      | 0:2 n. V. |
| Eisenhüttenstädter FC Stahl | 1:5       | Galatasaray Istanbul | 1:2      | 0:3       |
| FC Valletta                 | 0:4       | FC Porto             | 0:3      | 0:1       |

## 2. Runde
Die Hinspiele fanden am 22./23. Oktober, die Rückspiele vom 5. bis 7. November 1991 statt.
|                      | Gesamt          |                      | Hinspiel | Rückspiel |
| -------------------- | --------------- | -------------------- | -------- | --------- |
| IFK Norrköping       | 1:3             | AS Monaco            | 1:2      | 0:1       |
| Galatasaray Istanbul | (a)2:2(a)       | FC Baník Ostrava     | 0:1      | 2:1       |
| Atlético Madrid      | 4:1             | Manchester United    | 3:0      | 1:1       |
| GKS Katowice         | 0:4             | FC Brügge            | 0:1      | 0:3       |
| Ilves Tampere        | 3:6             | AS Rom               | 1:1      | 2:5       |
| FC Sion              | 0:0 (3:5 i. E.) | Feyenoord Rotterdam  | 0:0      | 0:0 n. V. |
| Werder Bremen        | 4:2             | Ferencváros Budapest | 3:2      | 1:0       |
| Tottenham Hotspur    | 3:1             | FC Porto             | 3:1      | 0:0       |

## Viertelfinale
Die Hinspiele fanden am 4. März, die Rückspiele am 18. März 1992 statt.
|                     | Gesamt    |                      | Hinspiel | Rückspiel |
| ------------------- | --------- | -------------------- | -------- | --------- |
| Werder Bremen       | 2:1       | Galatasaray Istanbul | 2:1      | 0:0       |
| AS Rom              | 0:1       | AS Monaco            | 0:0      | 0:1       |
| Atlético Madrid     | (a)4:4(a) | FC Brügge            | 3:2      | 1:2       |
| Feyenoord Rotterdam | 1:0       | Tottenham Hotspur    | 1:0      | 0:0       |

## Halbfinale
Die Hinspiele fanden am 1. April, die Rückspiele am 15. April 1992 statt.
|           | Gesamt    |                     | Hinspiel | Rückspiel |
| --------- | --------- | ------------------- | -------- | --------- |
| AS Monaco | (a)3:3(a) | Feyenoord Rotterdam | 1:1      | 2:2       |
| FC Brügge | 1:2       | Werder Bremen       | 1:0      | 0:2       |

## Finale
| Werder Bremen                            | Werder Bremen | AS Monaco | AS Monaco | Aufstellung                               |
| ---------------------------------------- | --- | --- | --------- | ----------------------------------------- |
| Werder Bremen                            | \| 6. Mai 1992 in Lissabon (Estádio da Luz) \| \| Ergebnis: 2:0 (1:0) \| \| Zuschauer: 15.000 \| \| Schiedsrichter: Pietro D’Elia ( Italien) \|                                                                                          | \| 6. Mai 1992 in Lissabon (Estádio da Luz) \| \| Ergebnis: 2:0 (1:0) \| \| Zuschauer: 15.000 \| \| Schiedsrichter: Pietro D’Elia ( Italien) \|                                                                                             | AS Monaco | Aufstellung Werder Bremen gegen AS Monaco |
| Werder Bremen                            | Jürgen Rollmann – Rune Bratseth – Thomas Wolter (34. Thomas Schaaf), Uli Borowka – Manfred Bockenfeld, Mirko Votava , Frank Neubarth (75. Stefan Kohn), Dieter Eilts, Marco Bode – Wynton Rufer, Klaus Allofs Cheftrainer: Otto Rehhagel | Jean-Luc Ettori – Patrick Valery (62. Youri Djorkaeff), Roger Mendy, Emmanuel Petit, Luc Sonor – Jerôme Gnako, Rui Barros, Marcel Dib, Gérald Passi – George Weah, Yousouf Falikou Fofana (58. Benjamin Clement) Cheftrainer: Arsène Wenger | AS Monaco | Aufstellung Werder Bremen gegen AS Monaco |
| Werder Bremen                            | 1:0 Klaus Allofs (40.) 2:0 Wynton Rufer (55.) | | AS Monaco | Aufstellung Werder Bremen gegen AS Monaco |
| Werder Bremen                            | Mirko Votava | Marcel Dib, Jerôme Gnako, George Weah | AS Monaco | Aufstellung Werder Bremen gegen AS Monaco |
| 6. Mai 1992 in Lissabon (Estádio da Luz) | | |           |                                           |
| Ergebnis: 2:0 (1:0)                      | | |           |                                           |
| Zuschauer: 15.000                        | | |           |                                           |
| Schiedsrichter: Pietro D’Elia ( Italien) | | |           |                                           |

## Beste Torschützen
| Rang | Spieler        | Klub                 | Tore |
| ---- | -------------- | -------------------- | ---- |
| 1    | Péter Lipcsei  | Ferencváros Budapest | 6    |
| 2    | Paulo Futre    | Atlético Madrid      | 5    |
|      | Manolo         | Atlético Madrid      | 5    |
| 4    | Rui Barros     | AS Monaco            | 4    |
|      | George Weah    | AS Monaco            | 4    |
|      | Wynton Rufer   | SV Werder Bremen     | 4    |
|      | Bernd Schuster | Atlético Madrid      | 4    |
|      | Roman Kosecki  | Galatasaray Istanbul | 4    |